# Extreme Agression
Albums de Kreator
Terrible Certainty
(1987) Coma of Souls
(1990)
Extreme Aggression est le quatrième album studio du groupe de thrash metal allemand Kreator. L'album est sorti le 19 juin 1989 sous le label Noise Records.
L'album est également sorti en version vinyle.
Une vidéo a été tournée pour le titre Betrayer, qui a rencontré un assez grand succès, notamment grâce à ses nombreux passages sur la chaîne de télévision musicale MTV's Headbangers Ball. La vidéo a été tournée dans l'Acropole, à Athènes.

## Musiciens
- Mille Petrozza : chant, guitare, zumba
- Jörg Trzebiatowski : guitare
- Rob Fioretti : basse
- Jürgen Reil : batterie

## Liste des morceaux
1. Extreme Aggression – 4:44
2. No Reason to Exist – 4:37
3. Love Us or Hate Us – 3:42
4. Stream of Consciousness – 3:53
5. Some Pain Will Last – 5:39
6. Betrayer – 3:59
7. Don't Trust – 3:43
8. Bringer of Torture – 2:15
9. Fatal Energy – 4:57